# كارسافا
كارسافا (بالإنجليزية: Kārsava)‏ هي منطقة سكنية تقع في لاتفيا في Ludza District.[بحاجة لمصدر] يقدر عدد سكانها بـ 2,570 نسمة .